# Gåstjärnen (Björna socken, Ångermanland, 708463-162912)
Gåstjärnen är en sjö i Örnsköldsviks kommun i Ångermanland och ingår i Gideälvens huvudavrinningsområde.